# U.S. Bombs
U.S. Bombs est un groupe de punk rock américain, originaire du comté d'Orange, en Californie. U.S. Bombs est composé du chanteur Duane Peters, des guitaristes Kerry Martinez et Jonny « Two Bags » Wickersham, du bassiste Wade Walston et du batteur Chip Hanna.
Le chanteur Duane Peters est un skateboarder légendaire et professionnels durant l'explosion du skate dans le début des années 80 en Californie du Sud. Bien connu comme « The Master of Disaster » (le maître du désastre) il est le premierà faire un full loop (boucle complète) sur un skateboard il est aussi le créateur de nombreuses figures sur skateboard et il est un innovateur dans le domaine du skateboard dans les piscines vides. 
Duane Peters ainsi que tous les autres membres de la formation ont joué dans de nombreux groupes punk avant de former les US Bombs, tels que Political Crap, Shattered Faith, The Dischords, et The Exploding Fuck Dolls.

## Biographie

### Débuts (1993–1997)
En 1993, Duane Peters quitte The Exploding Fuck Dolls et s'associe avec son ami de toujours, Kerry Martinez, pour former le groupe U.S. Bombs. Leur première sortie est un double 7" intitulé Scouts of America en 1994 au label Vinyl Dog Records avec Duane Peters au chant, Kerry Martinez à la guitare, Steve Reynolds à la basse et Benny Rapp III à la batterie. Plus tard, ils publient leur premier album, Put Strength in the Final Blow.
Après différents changements de formation, le groupe se compose désormais de Peters, Martinez, Reynolds, Chuck Briggs (des Dischords) à la guitare et Alex Gomez à la batterie. En 1996, ils publient leur deuxième album Garibaldi Guard chez Alive Records, où ils signent la même année. L'année suivante sort un EP intitulé Nevermind the Opened Minds...Here's the U.S. Bombs. The Bombs continue de tourner en soutien à leur musique.

### 1997-2000
En 1997, la section rythmique est remplacée par Wade Walston à la basse, et Chip Hanna à la batterie. Cette année, U.S. Bombs publie un picture disc chez Outsider Records ; la face B comprend une nouvelle version de The Way it Ends, et la face A Jaks. Ils deviennent ensuite le premier groupe signé chez Hellcat Records, une branche d'Epitaph Records de Tim Armstrong pour quatre albums. The Leur premier album studio chez Hellcat, intitulé War Birth. Malheureusement atteint par un grave maladie, le guitariste Chuck Briggs est incapable d'enregistrer le quatrième album du groupe, The World. Briggs est remplacé par Jonny « Two Bags » Wickersham, ancien membre de Youth Brigade et The Cadillac Tramps. The World est publié en 1999.
Après plusieurs tournées et un album, U.S. Bombs développe un partenariat avec le label Beer City Records/Skateboards basé à Milwaukee, et publie trois 7". En 1997, ils publient Outtakes from a Beer City Basement qui comprend deux chansons exclusives, Hot Seat (reprise d'Empire) et Rejected. Ils effectuent aussi un split avec The Bristles. Le troisième album chez Beer City est intitulé The Great Lakes of Beer en 2001 qui comprend les chansons The Great Lakes of Beer et The Critic!.

### 2000-2006
Duane quitte le groupe pour former son propre groupe Duane Peters and the Hunns. Après quelques concerts, en 2001, iol retourne en studio avec U.S. Bombs, le groupe étant encore sous contrat avec Hellcat Records. Duane, Kerry, Chip, et Wade enregistrent et publient Back at the Laundromat. En 2001, ils jouent au concert Holidays in the Sun de San Francisco qui sera enregistré et publié comme CD live et DVD. Chip quitte le goroupe et se joint au trio One Man Army. Avec l'aide de Hellcat Records et des tournées américaines, U.S. Bombs se fait une place dans la scène punk rock. Ils apparaissent dans Premium Blend et jouent Back at the Laundromat ; Yer Country devient la bande originale du jeu vidéo Tony Hawk's Pro Skater 4. Le groupe se lance dans l'enregistrement d'un nouvel album pour Hellcat Records. Après le départ de Chip, remplacé par Jamie Reidling, et avec un nouveau guitariste, Curt Stich, Peters, Martinez, et Walston retournent en studio en 2003 pour la sortie de Covert Action.
U.S. Bombs en pause, Duane peut se consacrer à son groupe Duane Peters and the Hunns. Ils publient trois nouveaux albums, Long Legs en 2004, Live Fast Die Hunns enregistré en 2004–2006, et You Rot Me en 2006. Cette même année, U.S. Bombs entre en studio pour enregistrer son septième album. Avec Peters, Martinez, Gove, Jaime Reidling et les bassistes studio, ilks publient We are the Problem au label Sailor's Grave Records.
En 2005, Die Hunns forme encore un nouveau projet appelé The Duane Peters Gunfight. Ils publient un album éponyme et deux 7". Avec U.S. Bombs en pause après la tournée We are the Problem, et Die Hunns en pause, DP peu se consacrer à Gunfight.

### 2006-2013
En 2009, DP Gunfight publie un deuxième album, Checkmate, un album hommage aux 21 ans de Chelsea, fils de Duane, mort dans un accident de voiture l'année dernière. 2009 et 2010 assistent à deux différentes tournées des U.S. Bombs et quelques concerts en Californie.
En mars 2015, Duane Peters poste sur Instagram - The Bombs 1993-2013 RIP, officialisant ainsi la séparation du groupe après 20 ans d'existence.

## Discographie

### EP
- 1994 : Scouts of America
- 1996 : U.S. Bombs
- 1996 : Jaks/The Way It Ends
- 1997 : Kill Me Good 7
- 1998 : Outtakes from a Beer City Basement 7
- 1998 : Great Lakes of Beer
- 1998 : U.S. Bombs/The Bristles (split)
- 1999 : Hobroken Dreams
- 2001 : Tora Tora Tora!/Yer Country
- 2003 : Art Kills

### Albums live
- 2002 : Lost in America: Live 2001/Lost In America: Live 2001
- 2002 : Bomb Everything: Live 2001/Bomb Everything: Live 2001 (Australie seulement)